# 1663
1663 (MDCLXIII) byl rok, který dle gregoriánského kalendáře započal pondělím.

## Události
- 17. duben – Turci vyhlašují válku Svaté říši římské Leopolda I.
- 27. červenec – Anglický parlament přijal second Navigation Act nařizující, že veškeré zboží pro britské americké kolonie musí procházet anglickými přístavy a být převáženo na anglických lodích
- 26. září – Turci dobyli Nové Zámky
- 6. říjen – V bitvě v Hrozenkovském průsmyku mezi valašskými portáši a Turky padlo okolo 200 Valachů.[1]
- první písemná zmínka o sestupu do propasti Macocha
- vymřel rod Zajíců z Hazmburka
- Reigen se stává císařem japonským

### Probíhající události
- 1652–1689 – Rusko-čchingská válka
- 1659–1663 – Esopské války
- 1663–1664 – Rakousko-turecká válka

## Narození

#### Česko
- 09. března – František Antonín Špork, šlechtic († 30. března 1738)
- 17. dubna – Erdmunda Tereza z Ditrichštejna, příslušnice mikulovské větve Ditrichštejnů († 15. března 1737)
- 10. června – Leopold Šlik z Holíče a Pasounu, nejvyšší kancléř Českého království († 10. dubna 1723)
- 16. srpna – Jan Adam I. z Lichtenštejna, třetí panující kníže lichtenštejnský († 16. června 1712)
- 10. října – Josef Jan Antonín z Thun-Hohensteinu, šlechtic († 1728)
- neznámé datum
  - Otmar Daniel Zinke, opat Řádu svatého Benedikta († 1738)
  - Jan Milan, jezuitský misionář († 24. ledna 1737)

#### Svět
- 02. ledna – George Byng, 1. vikomt Torrington, britský admirál a šlechtic († 17. ledna 1733)
- 15. února – Giuseppe Vignola, italský hudební skladatel († listopad 1712)
- 07. března – Tomaso Antonio Vitali, italský houslista a hudební skladatel († 9. května 1745)
- 22. března – August Hermann Francke, německý teolog a pedagog († 8. června 1727)
- 27. března – Marie Louisa Orleánská, španělská královna († 12. února 1689)
- 03. května – Matthäus Daniel Pöppelmann, německý stavitel a dvorní architekt († 17. ledna 1737)
- 09. května – František Otakar Starhemberg, rakouský šlechtic, dvořan a diplomat († 21. října 1699)
- 12. května – pokřtěn Jan Frans van Bloemen, vlámský malíř († pohřben 13. června 1749)
- 07. června – Celia Fiennes, anglická cestovatelka a spisovatelka († 10. dubna 1741)
- 11. července – Maxmilián II. Emanuel, bavorský kurfiřt († 26. února 1726)
- 12. července – Jakub Stuart, vévoda z Cambridge, syn anglického krále Jakuba II. Stuarta († 20. června 1667)
- 03. srpna – Žofie Henrieta Waldecká, sasko-hildburghausenská vévodkyně († 15. října 1702)
- 13. srpna – Charles Seymour, 6. vévoda ze Somersetu, anglický šlechtic a politik († 2. prosince 1748)
- 20. srpna – Ján Pálfi, uherský šlechtic, palatin, zemský soudce a chorvatský bán († 24. března 1751)
- 28. srpna – Daniel Krman, slovenský spisovatel († 23. září 1740)
- 28. září – Henry FitzRoy, první vévoda z Graftonu, nemanželský syn anglického krále Karla II. († 9. října 1690)
- 16. října – Evžen Savojský, generalissimus rakouských Habsburků († 24. dubna 1736)
- 18. října – Matthew Henry, anglický komentátor Bible a presbyteriánský farář († 22. června 1714)
- 23. října – Eleonora Juliana Braniborsko-Ansbašská, württembersko-winnentalská vévodkyně († 4. března 1724)
- 14. listopadu – Friedrich Wilhelm Zachow, německý varhaník a hudební skladatel († 7. srpna 1712)
- 17. prosince – Imrich Esterházy, ostřihomský arcibiskup a uherský primas († 6. prosince 1745)
- neznámé datum
  - Agafja Semjonovna Grušecká, ruská carevna, první manželka cara Fjodora III. Alexejeviče († 24. července 1681)
  - Ján Abrahamffy, slovenský spisovatel, autor první tištěné slovenské katolické modlitební knížky († 16. duben 1728)
  - Jean Nicolas de Francine, ředitel královské akademie v Paříži († březen 1735)
  - Giovanni Lorenzo Lulier, italský houslista, violoncellista, trombonista a skladatel († 29. března 1700)
  - Catherine Bernardová, francouzská básnířka, dramatička a prozaička († 6. září 1712)

## Úmrtí

#### Česko
- 19. března – Michael Tamasfi, jezuitský teolog a představený (* 1600)
- 13. února – Alžběta Stuartovna, česká královna (* 19. srpen 1596)
- 10. června – Hilarion Špaček, františkán a teolog (* ?)
- neznámé datum
  - Me'ir ha-Kohen Poppers, rabín a kabalista z Čech (* 1624)

#### Svět
- 10. ledna – Honoré II., princ monacký (* 24. prosince 1597)
- 26. ledna – Marco Marazzoli, italský kněz, harfenista a hudební skladatel (* 1602)
- 10. března – Samuel Hartlib, německo-anglický vědec, pedagog a společenský reformátor (* kolem 1600)
- 13. března – Eduard Falcký, falcký princ, syn Fridricha Falckého (* 5. října 1625)
- 23. února – Johann Crüger, německý hudební skladatel dolnolužického původu (* 9. dubna 1598)
- 29. dubna – Markéta Jolanda Savojská, vévodkyně parmská (* 15. listopadu 1635)
- 08. května – Albert Dorville, belgický jezuitský misionář v Číně (* 12. srpna 1621)
- 17. května – Vilém Sasko-Výmarský, vévoda sasko-výmarský (* 11. dubna 1598)
- 23. června – Čeng Čcheng-kung, vojenský velitel státu Jižní Ming (* srpen 1624)
- 29. června – Pierre de Marca, francouzský právník, historik, římskokatolický kněz (* 24. ledna 1594)
- 02. července – Thomas Selle, německý barokní skladatel (* 23. března 1599)
- 16. července – Alfons IV. d'Este, vévoda z Modeny a Reggia (* 14. října 1634)
- 08. srpna – Angelo Giori, římskokatolický italský kardinál (* 11. května 1586)
- 14. srpna – Kristýna Magdalena Falcko-Zweibrückenská, bádensko-durlašská markraběnka (* 27. května 1616)
- 19. srpna – Blaise Pascal, francouzský matematik, fyzik, spisovatel, teolog (* 19. června 1623)
- 18. září – svatý Josef Kopertinský, františkánský mnich, patron letců (* 17. června 1603)
- 20. listopadu – Leopold I. Vilém, rakouský arcivévoda (* 5. ledna 1614)
- 27. prosince – Kristina Marie Bourbonská, sestra Ludvíka XIII. a savojská vévodkyně (* 10. února 1606)
- 28. prosince – Francesco Maria Grimaldi, jezuitský kněz, fyzik a astronom (* 2. dubna 1618)
- 30. prosince – Ferdinand Karel Tyrolský, rakouský arcivévoda a tyrolský hrabě (* 17. května 1628)
- neznámé datum
  - duben – Ču Jou-lang, kníže z Kuej (* 1623)
  - Lozang Čhökji Gjalcchän, 4. pančhenlama tibetské buddhistické školy Gelugpa (* 1570)
  - Wolfgang Kilian, německý rytec (* 1581)
  - Zaja Pandita, ojratský buddhistický mnich a učenec (* 1599)

## Hlavy států
- Anglie – Karel II. (1660–1685)
- Francie – Ludvík XIV. (1643–1715)
- Habsburská monarchie – Leopold I. (1657–1705)
- Osmanská říše – Mehmed IV. (1648–1687)
- Polsko-litevská unie – Jan Kazimír II. Vasa (1648–1668)
- Rusko – Alexej I. (1645–1676)
- Španělsko – Filip IV. (1621–1665)
- Švédsko – Karel XI. (1660–1697)
- Papež – Alexandr VII. (1655–1667)
- Perská říše – Abbás II.